# Glottiphyllum regium
Glottiphyllum regium és una espècie rara de planta suculenta, de la família de les aïzoàcies (Aizoaceae).

## Descripció
Glottiphyllum regium és l'espècie més gran del seu gènere, amb fulles de més de 6,5 cm de llargada. Les fulles són de color verd brillant, cap amunt, carnoses i neixen en parelles. Els dos parells de fulles tenen una mida molt semblant, a diferència de moltes altres espècies de Glottiphyllum. Els parells de fulles creixen en una disposició decussada (cada parell de fulles en angle recte amb l'anterior, en lloc de tot en les mateixes dues fileres dístiques). La fulla tampoc té la base inflada (a diferència de Glottiphyllum cruciatum). Les flors tenen un color groc billant de fins a 35 mm de diàmetre Les càpsules de llavors són suaus i esponjoses, amb les vores altes.

## Distribució i hàbitat
Glottiphyllum regium és autòcton de zones àrides del Petit Karoo oriental, a la regió de Calitzdorp, prop del riu Gamka de la província sud-africana del Cap Occidental, entre els 400 fins als 650 m d'alçada. Té una àrea de distribució en el seu hàbitat inferior a 20 km². Coexisteix amb diverses altres espècies de Glottiphyllum.

## Amenaces
Aquesta espècie està amenaçada per la introducció d'espècies exòtiques invasores (efectes directes), recol·lecció, pèrdua d'hàbitat i degradació de l'hàbitat.

## Taxonomia
Glottiphyllum regium va ser descrita per N.E. Br. i publicat a Mem. Bot. Surv. South Africa 2(1–2): 1–152(pt. 1), 1–270(pt. 2), a l'any 1987.
Etimologia
Glottiphyllum: nom genèric que prové del grec "γλωττίς" (glotis = llengua) i "φύλλον" (phyllos =fulla).
regium: epítet llati que significa "reial".
Sinonímia
- Glottiphyllum compressum L. Bolus (1931)[4][7]